# Teatr Wojska Polskiego
Das Teatr Wojska Polskiego (deutsch Theater des Polnischen Heeres) war ein von 1943 bis 1949 wirkendes polnisches Theater.

## Geschichte
Das Theater bildete sich im November 1943 in Selzy an der Oka unter dem Namen Teatr Żołnierza I Korpusu Polskich Sił Zbrojnych w ZSRR (deutsch Soldatentheater des I. Korps der Polnischen Streitkräfte in der UdSSR) unter der Leitung von Władysław Krasnowiecki aus dem im Juni 1943 gegründeten Soldatentheater der 1 Warszawska Dywizja Piechoty. Seit März 1944 trug es den Namen Teatr 1. Armii Polskiej (deutsch Theater des 1. Polnischen Armee) und kam im August 1944 nach Lublin. Dort wurde es im Oktober 1944 in Teatr Wojska Polskiego umbenannt und führte sein erstes Stück Wesele von Stanisław Wyspiański auf.
Seit Januar 1945 war das Theater in Łódź tätig und konnte mit den Inszenierungen von Leon Schiller Erfolge feiern, der von 1946 bis 1949 die Leitung des Theaters übernahm.
Das Teatr Wojska Polskiego wurde 1949 in das bis heute bestehende Stefan-Jaracz-Theater umbenannt.

## Inszenierungen (Auswahl)
- 1944: Wesele von Stanisław Wyspiański
- 1946: Cud mniemany, czyli Krakowiacy i górale von Wojciech Bogusławski
- 1947: Celestyna nach Fernando de Rojas
- 1947: Burza von William Shakespeare